# Facidia horrida
Facidia horrida là một loài bướm đêm trong họ Erebidae.